# Rionegro (kommun i Santander)
Rionegro är en kommun i Colombia.   Den ligger i departementet Santander, i den norra delen av landet, 300 km norr om huvudstaden Bogotá. Antalet invånare är 29 382.